# Lothar Köhler (Politiker)
Lothar Köhler (* 13. Juni 1938 in Altenburg) ist ein ehemaliger deutscher Politiker (LDPD). Er war von 1981 bis 1990 Abgeordneter der Volkskammer der DDR.

## Leben
Köhler, Sohn eines Technikers, besuchte die Oberschule mit Abitur und war von 1956 bis 1957 Praktikant. Ein Studium des Verkehrswasserbaus an der Hochschule für Verkehrswesen Dresden von 1957 bis 1964 schloss er als Diplomingenieur ab. Anschließend war er in verschiedenen wasserwirtschaftlichen Instituten als wissenschaftlicher Mitarbeiter beschäftigt. Von 1969 bis 1971 absolvierte er ein Fernstudium an der Ingenieurhochschule Leipzig mit dem Abschluss als Fachingenieur für Datenverarbeitung. 1973 wurde er Doktoringenieur an der Bergakademie Freiberg. Von 1976 bis 1983 arbeitete er als Hauptingenieur, dann als Chefingenieur für Baukonstruktion und Statik im VEB Kombinat Wassertechnik und Projektierung Wasserwirtschaft Halle. 
Im Jahr 1956 wurde er Mitglied des Freien Deutschen Gewerkschaftsbundes (FDGB) und 1965 der Liberal-Demokratischen Partei Deutschlands (LDPD). Von 1970 bis 1974 war er Nachfolgekandidat und ab 1974 Abgeordneter des Kreistages Altenburg. Von Juni 1981 bis März 1990 gehörte er als Mitglied der LDPD-Fraktion der Volkskammer der DDR an. Er war Mitglied des Ausschusses für Eingaben der Bürger.

## Auszeichnungen
- Orden „Banner der Arbeit“ Stufe III im Kollektiv